# Ixchel

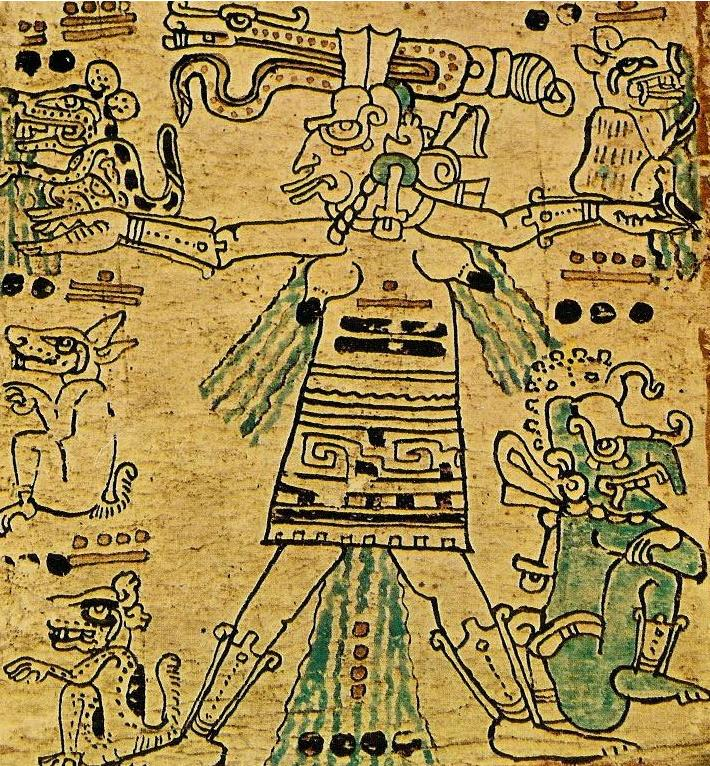
Représentation de la Déesse O (correspondant à Ixchel) dans le Codex de Madrid.

Ixchel, ou Ix Chel, est une déesse maya associée à l'eau. Son nom signifie « Dame (ix) - Arc-en-ciel (chel) ». Dans les textes glyphiques, elle est appelée « Chak Chel ». C'est la Déesse O dans la classification de Paul Schellhas (de) révisée par Karl Taube.
C'est la femme d'Itzamna et la mère des Bacabs (en). Elle était représentée par une vieille femme ridée aux ongles crochus.
Elle peut se présenter sous un aspect bienveillant ou malveillant. Contrairement aux Européens, pour qui l'arc-en-ciel véhicule des connotations positives, les Mayas le craignaient et croyaient qu'il avait son origine dans les puits à sec, qu'ils appelaient l'anus de l'Inframonde. Dans le codex maya dit Codex de Dresde, elle est associée au déluge et à la destruction du monde. Considérée comme la cause des destructions des tempêtes tropicales et des inondations, elle est également la déesse de la Lune et la déesse de la Maternité. Certains mayas, dans l'attente d'une naissance, invoquaient la bénédiction de la déesse sur le bébé. Les Mayas considéraient aussi qu'Ixchel avait inventé l'art du tissage.
À l'époque postclassique de la Mésoamérique, les femmes mayas se rendaient en pèlerinage sur l'île de Cozumel et à Isla Mujeres, à la pointe du Yucatan, où des sanctuaires, dont les ruines sont encore visibles aujourd'hui, lui étaient consacrés.